# Daniel Heider
Daniel Heider (* 13. September 1572 in Nördlingen; † 1. Februar 1647 in Lindau) war ein Jurist und einer der bedeutendsten  Rechtshistoriker seiner Zeit.

## Leben
Heider war der Sohn des Lodwebers Georg Schmidt genannt Haider († 1588), 1569 bis 1588 Bürgermeister von Nördlingen, und Ursula Isenmann († 1581), der Nichte von Johann Isenmann (um 1495–1574), des ersten evangelischen Abtes von Kloster Anhausen an der Brenz. Da seine Eltern früh gestorben waren, wurde er erzogen von seinem Halbbruder, Superintendent Wilhelm Friedrich Lutz (1551–1597), und von seinem Schwager, dem oettingischen Kanzler Jakob Moser, die ihn auf das Gymnasium in Ulm schickten.
Nach der Promotion 1598 an der Universität Jena zum Dr. jur. trat Heider 1601 als Syndikus in die Dienste der Reichsstadt Lindau. Schon im darauffolgenden Jahr heiratete er Elisabeth, eine Tochter des Bürgermeisters von Lindau, Valentin Funk von Senftenau (auch Kriegszahlmeister in Ungarn und Reichspfennigmeister Adjunkt). Mit ihr hatte er sechs Söhne und 5 Töchter, von denen einige in der Geschichte hervortraten: Valentin Heider als Jurist und Gesandter Lindaus beim Westfälischen Friedensschluss, Jakob Heider als Jurist und Syndikus in Lindau sowie Daniel Heider als Bürgermeister von Lindau.
Durch die Heirat von Elisabeth Funk von Senftenau bekam Daniel Heider Zutritt zu den führenden Kreisen der Stadt, wurde in die Lindauer Patriziergesellschaft Zum Sünfzen aufgenommen und wurde Mitbesitzer und Ganerbe der Burg Senftenau.
Nachdem sein Vater Georg bereits 1566 durch Reichsvizekanzler Johann Ulrich Zasius zu Augsburg einen Wappenbrief erhalten hatte, erhielt Daniel Heider 1641 zu Regensburg, zusammen mit seinen Söhnen Valentin und Jacob, von Kaiser Ferdinand III. einen Adelsbrief.
Als monumentales Hauptwerk erschien mit der Gründlichen Außführung 1643 eine sehr umfangreiche Zurückweisung der Ansprüche des mit der protestantischen Stadt in ständige Streitigkeiten verwickelten Damenstifts Lindau auf das städtische Territorium. Dabei erwies Heider das angebliche Diplom Kaiser Ludwigs II. von 866 als Fälschung – ein frühes, noch unvollkommenes Beispiel der diplomatischen Methode. Das höchst umständlich geschriebene Buch ist noch heute aufgrund des großen Quellenanhangs mit Urkundenabdrucken für die Lindauer Stadtgeschichtsschreibung von Wert.
Im Alter von 75 Jahren starb Daniel Heider am 1. Februar 1647 in Lindau. Die Kollegen Balthasar Philgus und Jacob Ilinus hielten Grabreden bzw. Nachrufe, die publiziert wurden.

## Werke
- Gründliche Außführung, wessen sich deß H. Reichs Stadt Lindaw, wegen einer Ihro in anno 1628 ohnversehens abgelöster, und dem Herrn Grafen von Monfort administratorio nomine, sampt mitergriffenen vier Dörffern, überlassner; Folgends in anno 1638 der Ertzherzogin in Claudiae Fürstl. Durchleucht. pendente lite cedirter Reichs-Pfandschafft, beedes in possessorio in peditorio wider menniglich zu halten, zu behelfen und zu getrösten hab. Endter, Nürnberg 1643. (Digitalisat auf: digi.ub.uni-heidelberg.de)